# Toxine cholérique

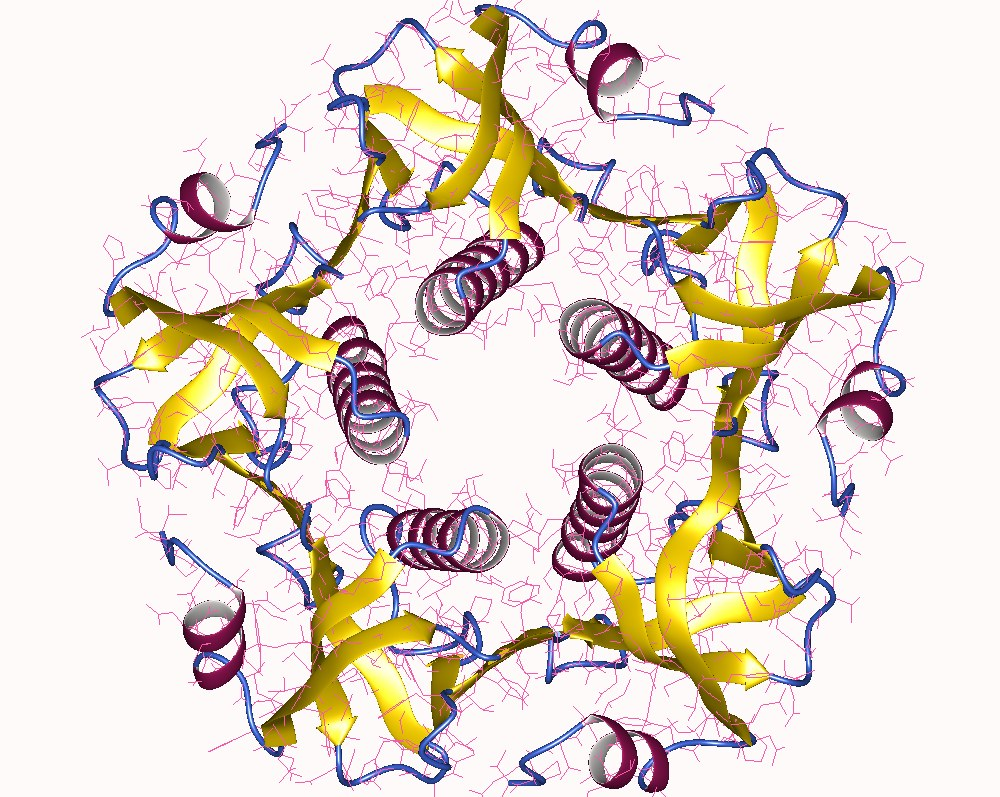
Pentamère de toxine cholérique B de Vibrio cholerae.

La toxine cholérique est le facteur pathogène de la maladie du choléra. Il s'agit d'une protéine constituée de six sous-unités différentes : cinq sous-unités B responsables de la fixation aux cellules intestinales, et une sous-unité A porteuse de l'activité catalytique, d'où son appartenance aux toxines de type AB5 (en).

## Description de la protéine
Elle est codée sur une unité de transcription ayant le gène CtxA qui produira la sous-unité A et le gène CtxB qui produira la sous-unité B, trouvé dans le génome d’un bactériophage filamenteux lysogénique appelé le bactériophage CTX phi. Ce gène se retrouve à l'extrémité 3’ du phage. Le gène CtxA et CtxB de ce phage sera transmis à la bactérie vibrio cholerae par un transfert horizontal du plasmide. Il y aura intégration des gènes ctxA et ctxB au niveau du génome de la bactérie. Ainsi, cela conférera une pathogénicité à la bactérie.
Par la suite, la bactérie Vibrio cholerae produira la toxine cholérique. Cette protéine fait partie de la famille des exotoxines de type AB5. Elle est thermolabile. C’est-à-dire qu’en présence d'une forte élévation de température, elle se dénature. La toxine cholérique a un poids moléculaire total d’environ 85,5 KDa. Elle est composée d’une sous-unité A hétérodimérique avec ses deux domaines précis A1 et A2 et comprenant une sous-unité B pentamérique. L’holotoxine A possède un poids moléculaire d’environ 27,5 kDa. Pour ce qui est de la sous-unité B, composée de 5 chaînes polypeptidiques identiques ayant chacune 103 acides aminés, elle a un poids moléculaire d’environ 58 kDa. Ce qui équivaut à environ 11,6 kDa par domaine. La structure de cette protéine comprenant la sous-unité A et B est représentée sur la figure ci-jointe.

## Mécanisme d'action
L'élucidation du mécanisme de pathogénicité est dû au travail Field et Holmgren. L'exotoxine est libérée par la bactérie Vibrio cholerae, à la suite de la fixation de celle-ci à la paroi intestinale. Cet attachement leur permet d'échapper au flot intestinal causé par le péristaltisme. La première étape du mode d’action de l’exotoxine protéique est la fixation de la sous unité B à un récepteur lipidique, le monosialoganglioside GM1. Le domaine A2 a comme fonction de relier la sous-unité B avec la sous-unité A de la toxine cholérique. Ce récepteur se trouve à la surface membranaire de l’entérocyte. Le domaine A1 est porteur quant à lui de l’activité enzymatique de la toxine. Puis, par un mécanisme mal résolu, la toxine est internalisée dans la cellule intestinale. La sous-unité A1 est ensuite transportée au niveau du réticulum endoplasmique pour y subir une modification ; cela a pour effet son adressage au niveau basolatéral de la cellule épithéliale. Là, la pro-enzyme (A1) bloque la sous-unité A d'une protéine G à la suite de son activation par les protéases. L'activité adénosine diphosphate ribosylase entraine donc l’activation constitutive (i. e. en l'absence de ligand) de l’adénylcyclase membranaire. Cette protéine effectrice induit une augmentation de la concentration en adénosine monophosphate cyclique (AMPc) intracellulaire. Ce second messager activera, à son tour, une protéine kinase A. Cette protéine viendra phosphoryler les canaux ioniques, modifiant ainsi leur activité. C'est en particulier la protéine CFTR, dont les mutations provoquent la mucoviscidose qui se retrouve activé. Il s'ensuit une sécrétion importante de chlorure de sodium et, par osmose, d'eau en direction de la lumière intestinale. Une personne peut perdre dans les cas extrêmes jusqu’à 20 litres d’eau par jour. La diarrhée « en eau de riz » est un symptôme caractéristique du choléra occasionné par la toxine.

## Expérience impliquant le système immunitaire
Une façon de se protéger de la toxine cholérique a été expérimentalement mis en évidence dans le choléra. L’exotoxine cholérique est antigénique. Elle a permis la production d’anticorps qui protègent contre l’activité de la sous-unité B pentamérique en empêchant celle-ci de se lier à la membrane de l’épithélium jéjunal. Ces anticorps confèrent donc une défense immunitaire acquise contre la bactérie Vibrio cholerae ainsi que contre la toxine protéique.
Une expérience sur des souris a démontré que  leur système immunitaire induit une mémoire immunitaire à long terme par la production d’IgG, d’IgA et d’IgE dans le sérum par des lymphocytes T de type cytotoxique et auxiliaire. Les lymphocytes T auxiliaires vont reconnaître des cellules présentatrices d’antigènes par le complexe majeur d’histocompatibilité deux présent à leur surface. Il y aura production de cytokines. Cette expérience suggère que les cellules présentatrices d’antigènes ont un lien direct avec le mécanisme immunitaire enclenché dans les cellules B des souris. Cependant, plusieurs études suggèrent que la sous-unité B de la toxine cholérique possède un mécanisme permettant d’activer une voie de signalisation qui viendra altérer le processus immunitaire enclenché par les cellules B des souris et des macrophages. Avec les connaissances acquises des mécanismes qu’utilise la toxine cholérique pour produire les effets du choléra, les chercheurs doivent poursuivre encore pour les approfondir afin de trouver un moyen immunitaire, comme par exemple un vaccin, pour contrer ce qu’est la maladie du choléra affectant plusieurs milliers de personnes de nos jours.